# Oh, What a Night (film, 1944)
Pour les articles homonymes, voir Oh, What a Night.
Pour plus de détails, voir Fiche technique et Distribution.
Oh, What a Night est un film américain réalisé par William Beaudine et sorti en 1944.

## Synopsis
Un voleur de bijoux tombe amoureux de la nièce d'un autre voleur de bijoux.

## Fiche technique
- Réalisation : William Beaudine
- Scénario : Paul Girard Smith d'après une histoire de Marion Orth
- Producteur : Scott R. Dunlap
- Production : Monogram Productions
- Photographie : Mack Stengler
- Pays de production :  États-Unis
- Montage : Dan Milner
- Durée : 72 minutes
- Date de sortie : 2 septembre 1944

## Distribution
- Edmund Lowe : Rand
- Jean Parker : Valerie
- Marjorie Rambeau : Lil Vanderhoven
- Alan Dinehart : Detective Norris
- Pierre Watkin : Tom Gordon
- Ivan Lebedeff : Boris
- Claire Du Brey : Petrie
- Charles Miller (en) : Sutton
- Olaf Hytten : Wyndy
- Karin Lang : Sonya
- George J. Lewis : Rocco
- Crane Whitley : Sullivan
- Charles Jordan : Murphy
- Dick Rush : Healy